# Bagawad, Kundgol
Bagawad là một làng thuộc tehsil Kundgol, huyện Dharwad, bang Karnataka, Ấn Độ.